# اطلاعات رسانه‌های اجتماعی
اطلاعات رسانه‌های اجتماعی به معنی ابزار و راه‌حل‌هایی اشتراکی است که به سازمان‌ها اجازه می‌دهند بر کانال‌های اجتماعی و گفتگوهای آنها نظارت کنند، به پیام‌های اجتماعی پاسخ دهند و با توجه به نیازهای کاربر، نقاط داده اجتماعی را به روندهای معنادار، تبدیل کرده و تجزیه و تحلیل کنند. اطلاعات رسانه‌های اجتماعی به فرد، امکان می‌دهد اطلاعات وبگاه‌های رسانه‌های اجتماعی را با استفاده از هر دو روش مداخله‌جویانه یا غیر مداخله‌جویانه از طریق شبکه‌های اجتماعی باز یا بسته، گردآوری کند. اینگونه گردآوری اطلاعات، یکی از عناصر اطلاعات متن‌باز است.
گزاره «اطلاعات رسانه‌های اجتماعی»، نخستین‌بار در نوشتاری در سال ۲۰۱۲ (میلادی) به قلم دیوید اوماند، جیمی بارتلت، و کارل میلر از مرکز تحلیل رسانه‌های اجتماعی در اندیشکده دِمُز در لندن استفاده شد.
نویسندگان این نوشتار، بحث می‌کردند که امروز، رسانه‌های اجتماعی، بخش مهمی از کارهای اطلاعاتی و امنیتی هستند. اما پیش از آنکه آنها را بتوان نمونه قدرتمندی از اطلاعات انگاشت، نیاز به تغییراتی در زمینه‌های فناوری، تحلیل، و مقررات دارند. درمورد بریتانیا این اصلاح باید در لایحه مقررات قدرت‌های تحقیقی ۲۰۰۰ انجام شود.